# Flint Castle
Flint Castle (walisisch Castell y Fflint) ist eine Burgruine in Flintshire in Wales. Die als Kulturdenkmal der Kategorie Grade I klassifizierte und als Scheduled Monument geschützte Ruine ist eine der weniger bekannten von den Burgen, die der englische König Eduard I. zur Sicherung der Eroberung von Wales ab 1277 errichten ließ.

## Lage
Die Burg wurde an der östlichen Grenze von Nordostwales errichtet. Ursprünglich lag sie direkt am Ufer der Mündung des Dee, über den Fluss konnte sie durch Schiffe versorgt werden. Heute liegt die Ruine in der Industriestadt Flint und ist durch einen Parkplatz vom Fluss getrennt.

## Geschichte
Mit dem Bau der Burg begann Eduard I. während seines Feldzugs nach Nordwales am 25. Juli 1277, damit war die Burg die erste der von Eduard I. in Nordwales erbauten Burgen. Die Entwürfe für die Burg stammten vermutlich von dem aus Savoyen stammenden Baumeister James of St. George. Bereits im August 1277 war ein aus ganz England rekrutiertes Heer von 2300 Arbeitern mit dem Bau der Burg und der angrenzenden neuen Stadt beschäftigt, die nach dem Muster der französischen Bastide angelegt wurde. Burg und Stadt sollten die älteren Burgen von Hawarden und Mold ersetzen, den Zugang zu Nordwales kontrollieren und so mit die Eroberung von Nordwales sichern.
Der Ursprung des Namens Flint oder Le Flynt ist ungeklärt, 1277 wird die Burg noch Le Caillou (französisch für frei stehender Fels) genannt. Sie soll auch Llyn-dinas (walisisch für Seefestung) genannt worden sein, woraus später Flyn-dinas, Flynd und schließlich Flint geworden ist. Nach einer anderen Theorie stammt der Name von dem altenglischen und altfranzösischen Wort für Felsen, was sich auf den niedrigen Sandsteinfelsen bezieht, der in den sonst ebenen Salzwiesen auffiel und auf dem die Burg errichtet wurde.
Um 1280 war der Bau im Wesentlichen abgeschlossen, dennoch zog sich die endgültige Fertigstellung entgegen Eduards I. ursprünglicher Planung bis 1284 hin. In diesem Jahr erhielt die Stadt eine Royal Charter. Die mächtige Burg schreckte die Waliser nicht davor ab, 1282 mit Überfällen auf englische Burgen einen neuen Krieg zu beginnen. Dafydd ap Gruffydd belagerte die noch nicht fertiggestellte Burg und wurde kurz darauf von seinem Bruder Llywelyn ap Gruffydd, dem Fürsten von Wales, unterstützt, dennoch konnten die Waliser die Burg nicht einnehmen. Der Krieg und die erfolglose Belagerung bewegten den englischen König, sein Burgenbauprogramm in Wales auszuweiten.
Während des walisischen Aufstands von 1294 wurde die Stadt vom Constable der Burg in Brand gesetzt, damit sie nicht in die Hände der Aufständischen fiel. Nach Niederschlagung des Aufstands waren deshalb umfangreiche Reparaturen notwendig, um Stadt und Burg wiederherzustellen. 1301 vergab der König die Burg an seinen Sohn Eduard, den ersten englischen Fürsten von Wales.
In der Burg suchte König Richard II. 1399 Zuflucht, als er nach der Rebellion von Henry Bolingbroke aus Irland zurückgekehrt war, aber sein Heer sich aufgelöst hatte. Er ergab sich schließlich Bolingbroke und dankte zugunsten seines Gegenspielers ab, der als Heinrich IV. neuer englischer König wurde. Diese Szene griff auch Shakespeare in seinem Drama Richard II. auf, die Burg ist Schauplatz der dritten Szene des dritten Akts.
Während des englischen Bürgerkriegs besetzte eine royalistische Garnison unter Roger Mostyn die Burg. Sie musste sich jedoch nach dreimonatiger Belagerung den Parlamentstruppen unter General Mytton ergeben, die die Burg als Ausgangspunkt für die Belagerung des royalistischen Chester von 1645 bis 1646 nutzten. Nach Ende des Bürgerkriegs wurde die Burg 1647 von den Parlamentstruppen geschleift.
Um 1785 wurde auf dem Gelände der Vorburg das County-Gefängnis errichtet, das erst nach 1962 wieder abgerissen wurde. 1919 wurde Flint Castle dem Office of Works übergeben. Heute wird die Ruine von Cadw verwaltet und ist zu besichtigen. 2009 war Flint Castle zeitweise für Besucher geschlossen, nachdem die Ruine mehrmals Ziel von Vandalismus wurde

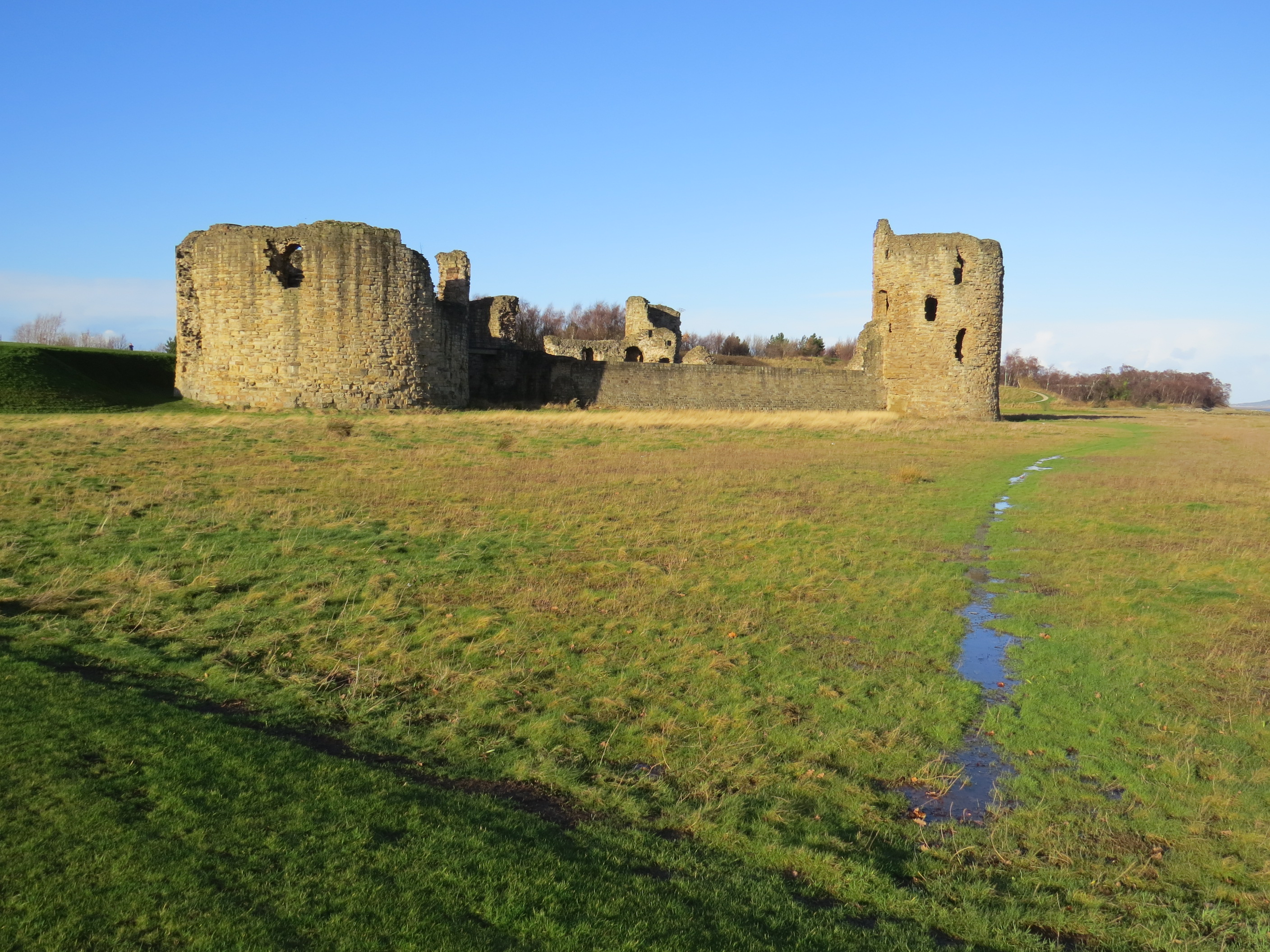
Flint Castle, Blick auf die Kernburg

## Anlage
Die Burg ist heute stark zerstört, und durch die niedrigen Reste der Mauern und Türme sowie durch die umgebende Ebene wirkt die Burg nicht stark befestigt. Durch ihre niedrige Silhouette wirkt sie, als würde sie in den umgebenden Marschen versinken, und tatsächlich gibt es am Rande des Burggeländes stellenweise Treibsand. Dennoch lassen die niedrigen Reste der Mauern und Türme noch die einstige Stärke der Burg erkennen.
Die Kernburg war im Norden und Osten vom Dee umflossen, während an den Landseiten im Süden und Westen sich eine Vorburg befand. Von der Vorburg sind nur wenige Reste erhalten, darunter die Überreste des äußeren Tores am Parkplatz sowie der gemauerte äußere Graben. Heute führt durch den Graben der Weg zur Ruine, früher wurde er bei Flut vom Dee mit Wasser gefüllt. Auf dem Gelände befand sich bis 1962 das später abgerissene County-Gefängnis, so dass die Vorburg heute nur eine Wiese ist. Die quadratische Kernburg besitzt drei runde Ecktürme, an der vierten Ecke befindet sich der freistehende runde Keep. Anstelle der alten Zugbrücke führt heute eine moderne Holzbrücke über den ursprünglich 6 m tiefen Graben, der die Kernburg von der Vorburg trennte. Das einfache Torhaus war mit Zugbrücke, Gusslöchern und schweren Toren gesichert. Da es aber unmittelbar neben dem Keep lag, war es nicht zu einer mit Doppeltürmen gesicherten Torburg ausgebaut, wie sie Caernarfon, Harlech und andere spätere Burgen Eduards I. besitzen. Durch das Torhaus gelangt man in den inneren Burghof. Vom Palas und den Wirtschaftsgebäuden im Burghof sind nur noch Fundamentreste sichtbar. Die drei Ecktürme sind unterschiedlich gut erhalten. Am besten ist der nordöstliche Turm erhalten, er besitzt noch die Reste von zwei Wendeltreppen, Schießscharten sowie Latrinen und Kamine im oberen Geschoss. Im dreigeschossigen Südwestturm sind die Reste einer Wendeltreppe erhalten, während der dreigeschossige Nordwestturm mit Kaminen ebenfalls wohnlich ausgestattet war. Von der Ringmauer sind nur noch geringe Reste erhalten, die teilweise zur Sicherung in geringer Höhe rekonstruiert worden sind. Auf der Südseite besitzt sie Schießscharten, einen Wehrgang sowie Latrinen. An der Südwest- und an der Nordseite sind Reste einer Schiffsanlegestelle erkennbar. An der Innenseite der Mauern befanden sich hölzerne Wohngebäude, die jedoch nicht erhalten sind.

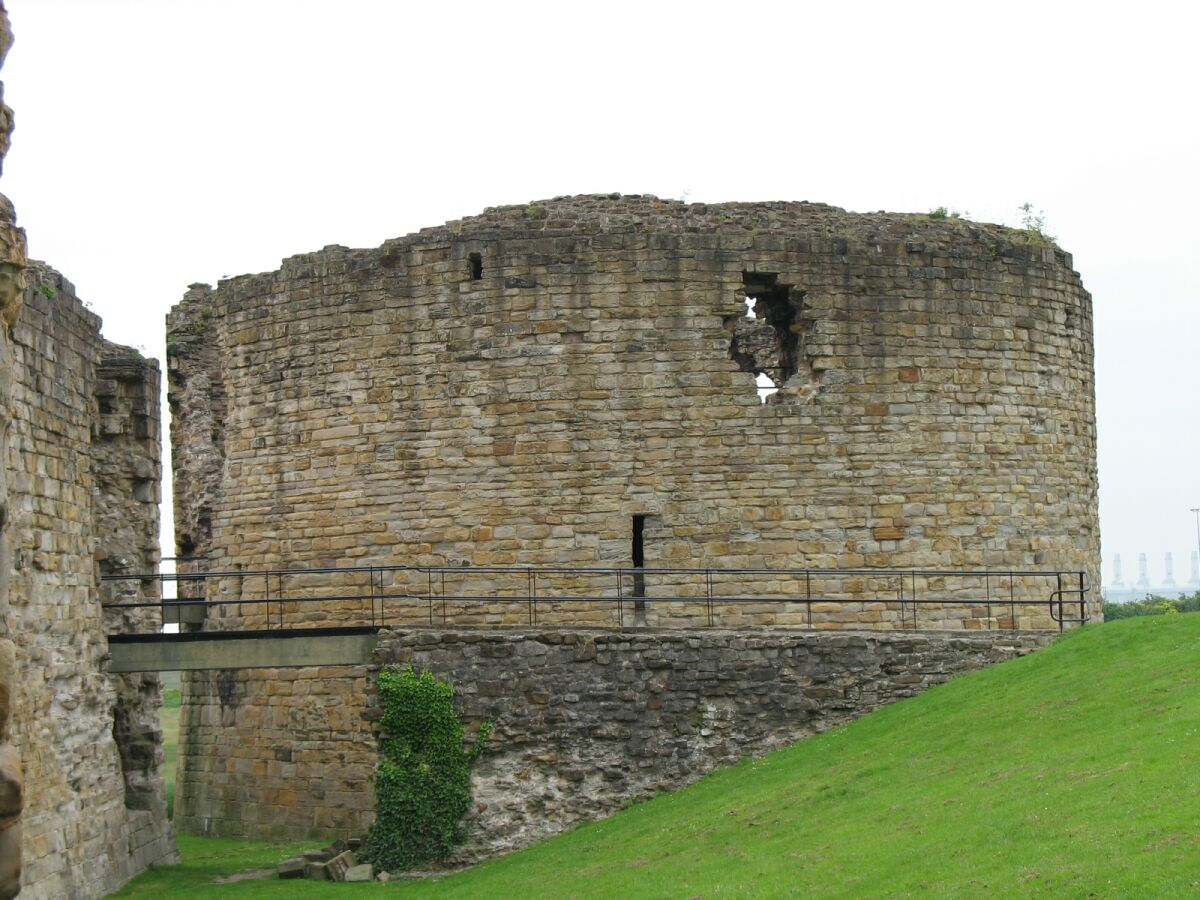
Der freistehende Keep

Der eindrucksvollste Bauteil von Flint ist der Keep, dessen Anlage als freistehender Turm außerhalb des inneren Burghofs in Großbritannien sehr ungewöhnlich ist. Er ist von einem eigenen, heute trockenen Wassergraben umgeben. Eduard I. wurde vermutlich durch den ebenfalls freistehenden Tour de Constance von Aigues-Mortes, von wo er 1270 zu seinem Kreuzzug nach Palästina in See gestochen ist, und durch Schloss Yverdon im damaligen Savoyen, wo sein Baumeister James of St. George zuvor gearbeitet hatte, zum Bau dieses Turms angeregt. Der runde Keep ähnelt keinem anderen Turm in Großbritannien, er hat einen Durchmesser von über 21 m, die am Mauerfuß bis zu 7 m dicken Mauern waren ursprünglich von außen mit glatten Stein verkleidet. Der Zugang zum Turm erfolgte von der Kernburg aus über eine Zugbrücke. Der Turm bestand aus mehreren Galerien, die um den offenen Innenraum führten. Über dem Kellergeschoss, das vermutlich Vorratsräume enthielt, enthielten die Galerien mehrere Räume wie Schlafkammern, Latrinen, eine Küche und die Kapelle. Der Turm diente vermutlich als Unterkunft für den Constable der Burg sowie für hochrangige Gäste wie Prinz Eduard. Das oberste Geschoss war aufwändig eingerichtet, besaß ein Bleidach und eine umlaufende hölzerne Plattform.